# Colmar Agglomération
Die Colmar Agglomération ist ein französischer Gemeindeverband mit der Rechtsform einer Communauté d’agglomération im Département Haut-Rhin in der Region Grand Est. Sie wurde am 1. Januar 2004 gegründet und umfasst 20 Gemeinden. Der Verwaltungssitz befindet sich in der Stadt Colmar.

## Historische Entwicklung
Der Gemeindeverband wurde im Zuge der Auflösung der Communauté de communes du Pays du Ried Brun per 1. Januar 2016 um sieben Gemeinden erweitert. Holtzwihr und Riedwihr bildeten jedoch die Commune nouvelle Porte du Ried, weshalb nur ein Nettozugang von sechs Gemeinden erfolgte.
Der ursprünglich als Communauté d’agglomération de Colmar gegründete Gemeindeverband wurde mit Wirkung vom 1. Januar 2017 auf die aktuelle Bezeichnung umbenannt.

## Mitgliedsgemeinden
| Gemeinde                | Einwohner 1. Januar 2022 | Fläche km² | Dichte Einw./km² | Code INSEE | Postleitzahl |
| ----------------------- | ------------------------ | ---------- | ---------------- | ---------- | ------------ |
| Andolsheim              | 2.196                    | 11,60      | 189              | 68007      | 68280        |
| Bischwihr               | 1.192                    | 3,23       | 369              | 68038      | 68320        |
| Colmar                  | 67.360                   | 66,57      | 1.012            | 68066      | 68000        |
| Fortschwihr             | 1.177                    | 4,78       | 246              | 68095      | 68320        |
| Herrlisheim-près-Colmar | 1.903                    | 7,68       | 248              | 68134      | 68420        |
| Horbourg-Wihr           | 6.247                    | 9,42       | 663              | 68145      | 68180        |
| Houssen                 | 2.358                    | 6,70       | 352              | 68146      | 68125        |
| Ingersheim              | 4.743                    | 7,44       | 638              | 68155      | 68040        |
| Jebsheim                | 1.353                    | 14,85      | 91               | 68157      | 68320        |
| Muntzenheim             | 1.281                    | 6,48       | 198              | 68227      | 68320        |
| Niedermorschwihr        | 561                      | 3,35       | 167              | 68237      | 68230        |
| Porte du Ried           | 1.914                    | 9,49       | 202              | 68143      | 68320        |
| Sainte-Croix-en-Plaine  | 3.026                    | 25,77      | 117              | 68295      | 68127        |
| Sundhoffen              | 1.971                    | 12,75      | 155              | 68331      | 68280        |
| Turckheim               | 4.033                    | 16,46      | 245              | 68338      | 68230        |
| Walbach                 | 926                      | 5,45       | 170              | 68354      | 68230        |
| Wettolsheim             | 1.771                    | 8,86       | 200              | 68365      | 68920        |
| Wickerschwihr           | 720                      | 2,25       | 320              | 68366      | 68320        |
| Wintzenheim             | 8.045                    | 18,97      | 424              | 68374      | 68920        |
| Zimmerbach              | 823                      | 2,26       | 364              | 68385      | 68230        |
| Colmar Agglomération    | 113.600                  | 244,36     | 465              | –          | –            |